# Andreas Gliatis
Andreas Gliatis (Nijmegen, 8 februari 1973) is een voormalig Nederlands voetballer van Griekse komaf. Hij speelde tussen 1990 en 1994 vier seizoenen bij N.E.C.

## Clubcarrière

### N.E.C.
Gliatis speelde als aanvaller bij N.E.C. en gold jaren als een talent. Echt doorbreken deed hij echter niet. Op 14 oktober 1990 maakte hij in de KNVB Beker tegen SC Enschede zijn debuut voor N.E.C. en in het profvoetbal . Op 4 november maakte hij in de Gelderse derby tegen Vitesse ook zijn debuut in de Eredivisie. Hij zou nog vijf Eredivisiewedstrijden meespelen maar dat seizoen met N.E.C degraderen.
In de Eerste Divisie kwam hij vaker in actie. Op 12 oktober 1991 scoorde hij in de beker tegen VV Spijkenisse zijn eerste doelpunt voor N.E.C. Op 30 november scoorde hij tegen NAC Breda ook zijn eerste competitiedoelpunt. Hij eindigde met N.E.C. achtste en wist niet te promoveren.
Het seizoen 1992/93 was voor Gliatis zijn beste seizoen: hij scoorde vijf keer in twintig competitiedoelpunten voor N.E.C. Hij eindigde met de club en verzekerde zich van nacompetitie, waarin Sc Heerenveen en Fortuna Sittard te sterk waren.
Zijn laatste wedstrijd voor N.E.C. speelde Gliatis op 2 juni 1994 in de nacompetitie tegen De Graafschap, nadat N.E.C. tweede was geworden in de Eerste Divisie op één punt van kampioen Dordrecht '90. Hij scoorde in die wedstrijd voor het eerst twee keer in één wedstrijd en zag zijn ploeg met 3-4 winnen en promotie afdwingen terug naar de Eredivisie. Gliatis vertrok echter dat seizoen. Bij N.E.C. speelde hij in totaal 67 wedstrijden in alle competities, waarin hij goed was voor tien doelpunten.
Vervolgens speelde hij nog korte tijd in Griekenland in de tweede divisie.

## Clubstatistieken
| Seizoen | Club         | Competitie     | Competitie | Competitie | Beker | Beker | Overig | Overig | Totaal | Totaal |
| Seizoen | Club         | Competitie     | Wed.       | Dlp.       | Wed.  | Dlp.  | Dlp.   | Dlp.   | Wed.   | Dlp.   |
| ------- | ------------ | -------------- | ---------- | ---------- | ----- | ----- | ------ | ------ | ------ | ------ |
| 1990/91 | N.E.C.       | Eredivisie     | 6          | 0          | 2     | 0     | –      | –      | 8      | 0      |
| 1991/92 | N.E.C.       | Eerste Divisie | 22         | 1          | 2     | 1     | –      | –      | 24     | 2      |
| 1992/93 | N.E.C.       | Eerste Divisie | 20         | 5          | 1     | 0     | 2      | 0      | 23     | 5      |
| 1993/94 | N.E.C.       | Eerste Divisie | 11         | 1          | 0     | 0     | 1      | 2      | 12     | 3      |
| 1994/95 | Panargeiakos | Super League 2 | ?          | ?          | ?     | ?     | ?      | ?      | ?      | ?      |
| Totaal  | Totaal       | Totaal         | 59         | 7          | 5     | 1     | 3      | 2      | 67     | 10     |

## Privé
- Gliatis beheert tegenwoordig het Griekse restaurant van zijn vader in Nijmegen en is een verdienstelijk amateurgolfer.
- In het seizoen 2024/25 raakte hij in contact met Griekse NEC'ers Lefteris Lyratzis (huurling) en Argyris Darelas. Met laatstgenoemde is hij goede vrienden en Gliatis helpt Darelas met de Nederlandse taal. [2]